# Araneus poltyoides
Araneus poltyoides este o specie de păianjeni din genul Araneus, familia Araneidae, descrisă de Chrysanthus, 1971. Conform Catalogue of Life specia Araneus poltyoides nu are subspecii cunoscute.